# Йохан IV фон Саксония-Лауенбург (епископ)
Йохан IV фон Саксония-Лауенбург (на немски: Johannes IV von Sachsen-Lauenburg; * ок. 1483; † 20 ноември 1547) от род Аскани, е принц от Саксония-Лауенбург и 46. епископ на Хилдесхайм (1503 – 1527).

## Живот
Той е син на херцог Йохан IV фон Саксония-Лауенбург (1439 – 1507) и съпругата му Доротея фон Бранденбург (1446 – 1519), дъщеря на курфюрст Фридрих II фон Бранденбург (1413 – 1471) и на Катарина Саксонска (1421 – 1476), дъщеря на курфюрст Фридрих I от Саксония. Брат е на Магнус I (1470 – 1543), херцог на Саксония-Лауенбург, и Ерих II (1472 – 1522), епископ на Хилдесхайм и Мюнстер от 1502 до 1503 г.
През 1503 г. брат му Ерих се отказва в негова полза като епископ на Хилдесхайм. През 1504 г. папа Юлий II одобрява избора му за епископ. Едва 1518 г. Йохан получава регалиите от император Максимилиан.
Йохан участва в така наречения „Хилдесхаймски конфликт“ против херцог Хайнрих Млади фон Брауншвайг-Волфенбютел, Ерих I фон Каленберг, епископ Франц фон Минден и рицарите фон Залдерн. Затова той също е осъден (Reichsacht) от император Карл V.
Епископ Йохан фон Хилдесхайм получава азил при курфюрст Йоахим фон Бранденбург и се надява неуспешно да бъде поставен отново като епископ. През лятото на 1527 г. той се отказва и отива, освободен от присъдата, като домхер в Ратцебург, където умира през 1547 г.

## Деца
Йохан фон Саксония-Лауенбург има двама незаконни сина:
- Йохан Саксонски († сл. 1540)
- Бернхард Саксонски, женен два пъти и има деца